# Chauliognathus pennsylvanicus
Chauliognathus pennsylvanicus är en skalbaggsart som först beskrevs av De Geer.  Chauliognathus pennsylvanicus ingår i släktet Chauliognathus och familjen flugbaggar. Inga underarter finns listade i Catalogue of Life.

## Bildgalleri

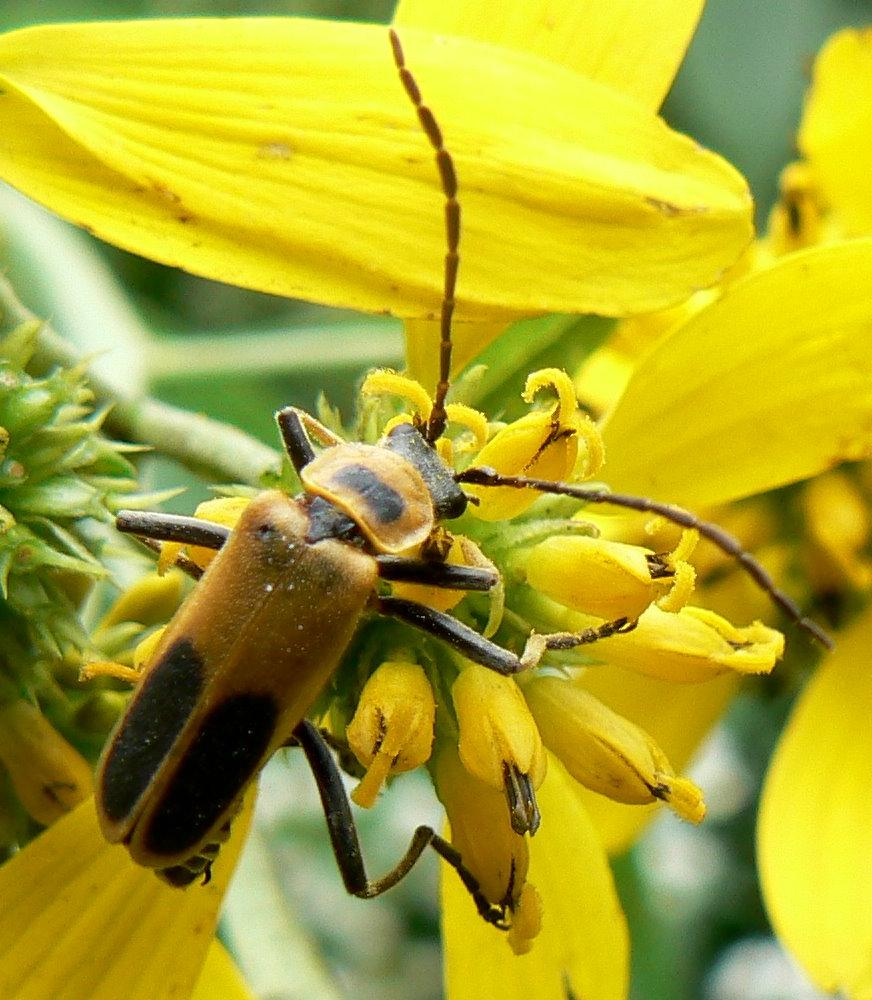
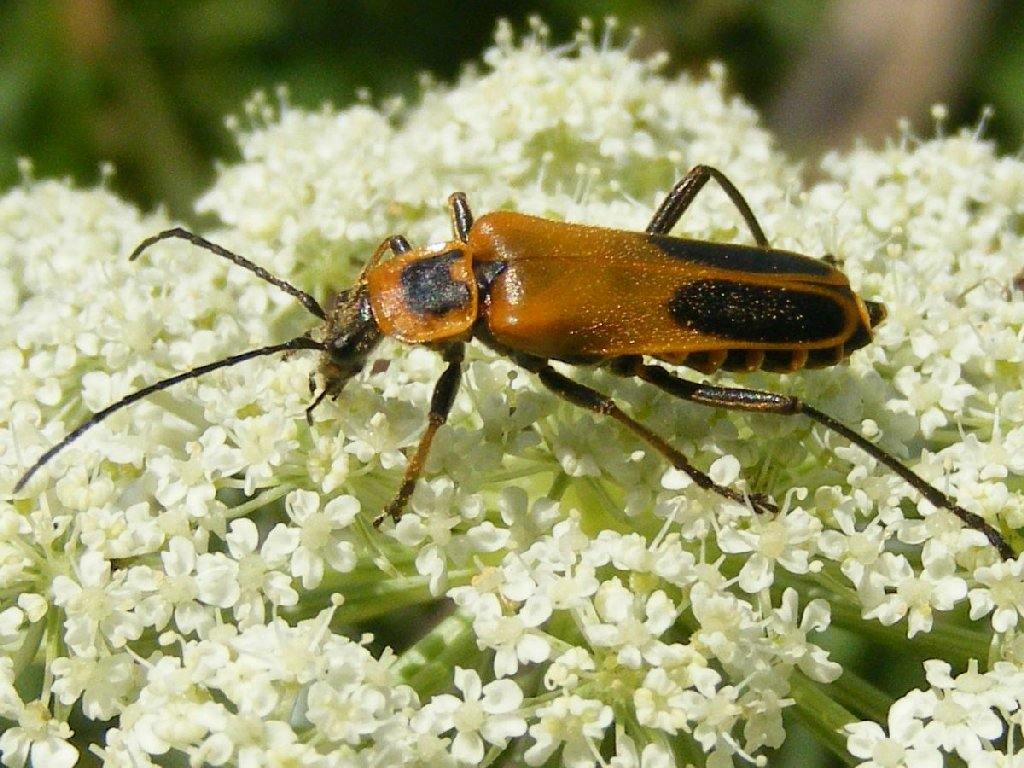
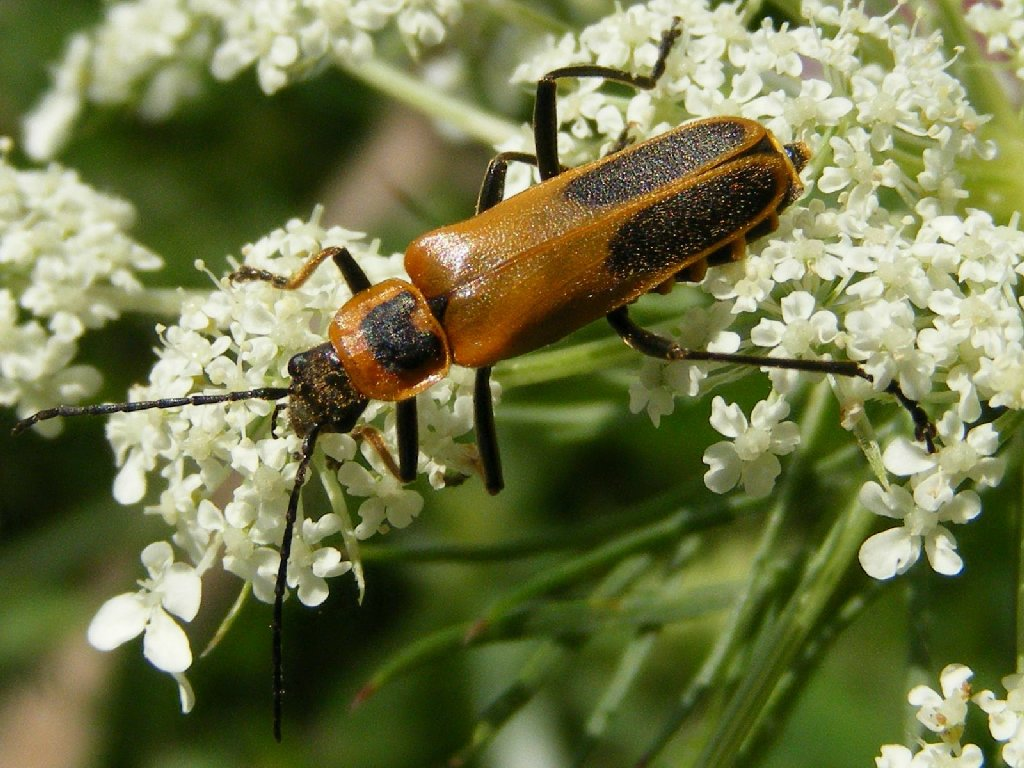
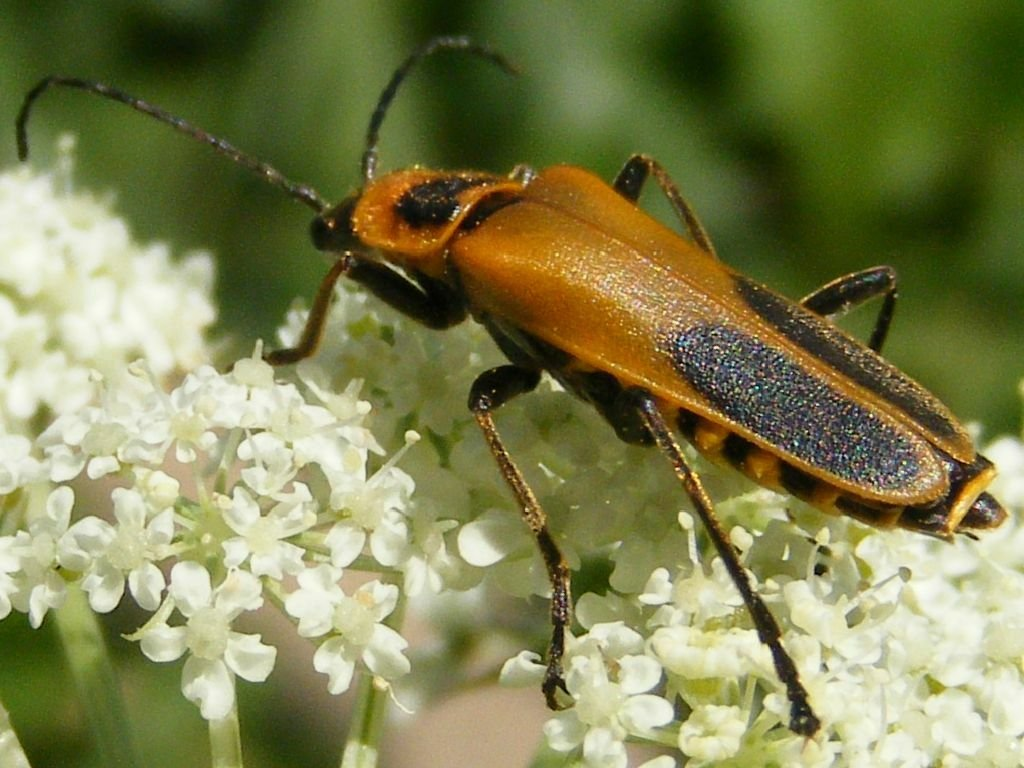